# Ахтар, Джавед
Джавед Ахтар (англ. Javed Akhtar, урду جاوید اختر‎; род. 17 января 1945) — индийский поэт, поэт-песенник и сценарист, лауреат 8 премий Filmfare Awards. Пик сценаристской карьеры Ахтара пришёлся на 1970—1980-е годы, когда он писал в соавторстве с Салим Ханом. Ахтар и по сей день продолжает оставаться заметной фигурой в Болливуде, являясь одним из самых популярных и востребованных поэтов-песенников.
Ахтар происходит из семьи борцов за освобождение Индии от британского колониального господства. Он — правнук Фазл-Хакка Хайрабади — известного участника индийского освободительного движения и одно из предводителей Восстания сипаев.

## Избранная фильмография

### Сценарист
- 1972 — Зита и Гита
- 1973 — Затянувшаяся расплата
- 1975 — Стена
- 1975 — Месть и закон
- 1982 — Шакти
- 1987 — Мистер Индия
- 2006 — Дон. Главарь мафии